# Poltavski (Krasnoarméiskaya, Krasnodar)
Poltavski (del ruso: Полтавский) es un posiólok del raión de Krasnoarméiskaya del krai de Krasnodar, en Rusia. Está situado en las tierras bajas de Kubán-Azov en el inicio del delta del Kubán, 9 km al sudeste de Poltávskaya y 66 km al noroeste de Krasnodar. Tenía 536 habitantes en 2010
Pertenece al municipio Oktiábrskoye.